# E. Marinella
Pour les articles homonymes, voir Marinella.
E. Marinella est une marque de luxe spécialisée dans les cravates fondée en 1914 à Naples par Eugenio Marinella.
La marque, surtout réputée pour ses cravates imprimées, possède des magasins à Naples, Milan, Rome et Tokyo, et est également vendue dans les grands magasins en Allemagne, en Belgique, en Chine, aux États-Unis, en Espagne, en France, au Japon, au Mexique, à Monaco, aux Pays-Bas, en Suisse et en Tchéquie.

## Histoire

### Origine de l'entreprise
Le 26 juin 1914, l'entrepreneur napolitain Eugenio Marinella décide d'ouvrir une boutique de 20m² dans sa ville sur la Piazza Vittoria, située sur la Riviera di Chiaia. Toute la boutique de Naples est réalisée par Eugenio Marinella lui-même avec des matériaux anglais, y compris les montants de porte. Eugenio puis Luigi Marinella se rendent alors personnellement en Angleterre pour choisir les tissus de leurs cravates et de leurs chemises. Ils ne font au départ pratiquement que des produits sur mesure (notamment des chemises et des cravates) avec des soies imprimées à la main.
Progressivement, la boutique devient une référence en matière d'élégance, surtout fréquentée par la bourgeoisie locale dans un premier temps, avant d'ensuite s'étendre à la noblesse et à la jet set internationale.

### Reconnaissances internationale
Dans les années 1980, le nom de Marinella commence à atterrir hors des frontières italiennes grâce au Président de la République Francesco Cossiga, qui prend l'habitude d'apporter une boîte contenant cinq cravates Marinella en cadeau aux chefs d'État lors de ses visites officielles.
En 2017, quatre cravates de la marque sont exposées au MoMA de New York dans le cadre de l'exposition Items : Is Fashion Modern ?, consacrée aux produits iconiques qui ont marqué le monde de la mode entre le XXe et XXIe siècles.

## Clientèle
De nombreuses personnalités politiques et hommes d'affaires ont porté des cravates Marinella, telles que le prince Albert de Monaco, Gianni Agnelli, Silvio Berlusconi, George W. Bush, Jacques Chirac, Winston Churchill, Bill Clinton, Vittorio De Sica, Boris Eltsine, Emmanuel-Philibert de Savoie, le roi d'Italie Humbert II, Elton John, le roi d'Espagne Juan Carlos Ier, John Fitzgerald Kennedy, Helmut Kohl, Emmanuel Macron, Marcello Mastroianni, François Mitterrand, Luca di Montezemolo, Hosni Moubarak, Aristote Onassis, prince Charles, Nicolas Sarkozy, Totò ou encore Barry White.